# 第299戦術航空旅団 (ウクライナ空軍)
第299戦術航空旅団（だい299せんじゅつこうくうりょだん、正式名称:ワシル・ニキフォロフ名称第299戦術航空旅団、ウクライナ語:299-та бригада тактичної авіації）は、ウクライナ空軍の航空部隊。

## 歴史

### ソ連時代
1976年11月4日、部隊はクリミアのサーキ空軍基地にソ連海軍第299教官研究艦載機連隊として設立された。ヤコブレフYak-38の飛行隊とミコヤン・グレヴィッチMiG-21の飛行隊を運用していた。1979年6月、部隊は第299艦載攻撃連隊（299 KShAP）として知られるようになった。1980年4月4日から6月9日の間、部隊は3機のYak-38をソ連・アフガン戦争中にヘラート州のシンダンド空軍基地に配備し、航空機の戦闘能力をテストした。部隊はYak-38の飛行隊とMiG-21の飛行隊を運用した。
1989年9月から連隊はSu-25への機種転換を開始し、1991年7月3日までに転換を完了した。Su-25への転換により、1990年に連隊は第299独立海上突撃航空連隊（299 OShAP）に改名された。

### ウクライナ時代
1991年8月24日、ウクライナはソ連からの独立を宣言し、12月1日の国民投票で承認された。1992年1月、連隊は第299独立突撃航空連隊に改名された。1992年3月17日、第299連隊はウクライナ海軍航空隊に編入された。
1996年にはウクライナ空軍に移管され、第5航空軍団の指揮下に編入された。
2003年9月1日、増強されて連隊は第299戦術航空旅団（299BrTA）に改編された。

#### ドンバス戦争
2014年以来、旅団はドンバス地方の親ロシア派反政府勢力に対する作戦の一環として戦闘に参加した。
2014年7月2日、Su-25（コールサイン:Blue 06 ）がドニプロペトロフスク国際空港への着陸中に技術的な問題で墜落した。パイロットは無事脱出した。
2014年7月16日の朝、Su-25（コールサイン:Blue 03）がウクライナ東部のアムブロシイウカ町付近で撃墜され、パイロットは無事に脱出した。ウクライナ国家安全保障・国防会議の報道官アンドリー・リセンコは、ロシアのMiG-29から発射されたミサイルによって撃墜されたと述べた。
2014年7月23日、（コールサイン:Blue 04、Blue 33）のSu-25戦闘機2機が反政府勢力支配地域のサヴール・モヒラで撃墜された。ウクライナ当局は、ロシアから発射された長距離対空ミサイルが命中したと主張した。ウクライナのアルセニー・ヤツェニューク首相は、後にインタビューで、攻撃機のうち1機はおそらく空対空ミサイルで撃墜されたと述べた。
2014年8月29日、クテイニコフでの任務から帰還した2機のSu-25が敵の攻撃を受けた。ヴラディスラフ・ヴォロシンが操縦する攻撃機（コールサイン:Bule 08）は、イロヴァイスクの戦いで地対空ミサイルによってスタロベシェヴォ近郊で撃墜された。パイロットのヴラディスラフ・ヴォロシン大尉は脱出し、4日後にウクライナ支配地域に到着し、ウクライナ国家国境庁の部隊によって確保された。

#### 後日談
第299戦闘航空団は、事故によりSu-25攻撃機2機を失った。最初の事故は2015年11月11日、エゴール・ボルシャコフ中尉が操縦する攻撃機（コールサイン:Bule 07）が高圧送電線に衝突して墜落し、パイロットが死亡した。別の攻撃機（コールサイン:Bule 38）は、2016年7月14日にスタロコスティアンティニフ空軍基地で離陸に失敗して失われた。

## 栄典
2015年8月24日、キーウのフレシチャーティクで行われたウクライナ独立24周年を記念するパレードの最中、ポロシェンコ大統領は「勇気と勇敢さ」と書かれた戦闘旗を旅団に贈呈した。
2015年12月30日、ポロシェンコ大統領より、「ワシル・ニキフォロフ中将」の名誉称号を授与された。
2022年8月24日、旅団は勇気と勇敢さに対する名誉賞を授与された。

## 装備
2022年のロシアによるウクライナ侵攻以前、旅団はSu-25 1機、Su-25M1 13機、Su-25M1K 5機、Su-25UBM1 3機、Su-25UBM1K 2機で構成されていた。戦争中および2023年4月まで、保管または予備役状態にあったSu-25の一部が戦闘作戦用に改修され、さらに2機が北マケドニアから取得された。
2024年時点で、旅団の航空機は11機のSu-25を損失している。